# Istoria Uniunii Sovietice (1927-1953)

## Dezvoltarea stalinistă

### Planificarea
După cel de-al XV-lea Congres al Partidului Comunist al Uniunii Sovietice din decembrie 1927, Stalin a atacat aripa de stânga, excluzându-i pe Troțki și pe sprijinitorii lui din partid, ca mai apoi să se întoarcă și împotriva dreptei, abandonând Noua Politică Economică moștenită de la Lenin, susținută încă de Buharin și Alexei Ivanovici Rîkov. Avertizând delegații asupra iminentei încercuiri capitaliste, Stalin a susținut că supraviețuirea și dezvoltarea țării depind doar de preocuparea pentru o rapidă dezvoltare a industriei grele. Stalin a remarcat că Uniunea Sovietică era „... cu 50 până la 100 de ani în urma țărilor dezvoltate”, (Statele Unite ale Americii, Franța, Germania și Anglia), și de aceea "trebuie ca această distanță să fie micșorată în 10 ani". Stalin a mai afirmat: "Ori ne dezvoltăm, ori vom fi zdrobiți".
Pentru a supraveghea transformarea radicală a Uniunii Sovietice, partidul, urmând indicațiile lui Stalin, a înființat Gosplan (Comisia de Stat pentru Planificare), un organ de stat responsabil cu călăuzirea economiei socialiste către industrializarea accelerată. În aprilie 1929, Gosplan a dat la iveală primele două schițe de plan care au început procesul care trebuia să ducă la industrializarea unei țări preponderent agrare. Raportul, care se întindea pe 1.700 de pagini, a devenit baza pentru primul plan cincinal destinat Edificării Economiei Naționale, (piatiletka). Planul propunea dublarea investițiilor în industrie în perioada 1928 –  1933.
Odată cu schimbarea Noii Politici Economice a lui Lenin, primul plan cincinal a stabilit că planificarea centralizată este baza luării de decizii economice și că cea mai importantă decizie economică este dezvoltarea rapidă a industriei grele. (Vezi și Economia Uniunii Sovietice). Așa a început procesul rapid de transformare a unei națiuni agrar-țărănești într-o supraputere industrială.
Noul sistem economic pus în practică de primul plan cincinal a implicat o serie complicată de aranjamente de planificare, (vezi Vedere de ansamblu asupra procesului sovietic de planificare economică). Primul plan cincinal s-a concentrat pe folosirea resurselor naturale pentru construirea bazei industriei grele prin creșterea producției de cărbune, fier și alte produse de primă importanță. Acest proces a fost în cea mai mare parte un succes, în ciuda marilor costuri umane, punând bazele dezvoltării industriale mult mai repede decât în orice altă țară din lume.
Mobilizarea resurselor prin planificarea de stat a mărit baza industrială a țării. Din 1928 până în 1933, producția de fontă, necesară pentru edificarea unei infrastructuri industriale practic inexistente, a crescut de la 3,3 milioane de tone la 10  milioane de tone pe an. Producția de cărbuni, folosit în totalitate în procesul industrializării staliniste, a crescut de la 35,4 milioane de tone la 75 milioane de tone, iar producția de minereu de fier a crescut de la 5,7 milioane la 19 milioane de tone. Un mare număr de complexe industriale au apărut la Magnitogorsk, Kuznețk, Moscova, Gorki, Harkov, Stalingrad, Celiabinsk, în zona munților Urali, etc.
Bazat în cea mai mare parte pe aceste cifre, primul plan cincinal a fost îndeplinit în proporție de 93,7% în numai patru ani, în timp ce în sectorul industriei grele planul a fost îndeplinit cu o depășire de 8%. În decembrie 1932, Stalin a declarat în ședința Comitetului Central că planul a fost îndeplinit cu succes, în condițiile în care creșterile de producție la cărbune și fier asigurau dezvoltarea viitoare a țării.
Fără îndoială, planul cincinal a asigurat un uriaș salt înainte în dezvoltarea capacităților industriale dar, în același timp, a fost îndeplinit cu sacrificii uriașe, făcute de muncitori. Normele erau foarte greu de îndeplinit, cerând minerilor până la 16 sau chiar 18 ore de muncă zilnic. Neîndeplinirea normelor de producție putea fi interpretată oricând drept acțiune antisovietică, de sabotaj sau de trădare. Condițiile de protecție a muncii erau proaste. Conform unor estimări, aproximativ 127.000 de muncitori au murit în patru ani (1928 – 1932). Pe de altă parte, efectul combinat al alocării prioritare a resurselor în industrie și cel al scăderii productivității în agricultură datorită colectivizării forțate a făcut să apară foametea în unele regiuni. Trebuie făcută o mențiune specială în ceea ce privește munca forțată. Întemnițații din lagărele de muncă au fost folosiți pe post de sclavi la ridicarea tuturor complexelor industriale sau în mine.
Din 1921 până în 1954, pe toată perioada de industrializare forțată planificată centralizat, se presupune că aproximativ 3,7 milioane de oameni au fost condamnați pentru presupuse activități contrarevoluționare și antisovietice. Dintre aceștia, în jur de 0,7 milioane au fost condamnați la exil, aproximativ 0,6 milioane au fost executați, restul au fost condamnați la diverse sentințe privative de libertate în Gulag. Ca și în cazul victimelor foametei, unele dintre dovezile care să ateste veridicitatea acestor cifre sunt contestate de unii istorici, aceștia reprezentând însă doar o minoritate.

### Colectivizarea
Articol principal: Colectivizarea în URSS.
În noiembrie 1928, Comitetul Central a hotărât începerea colectivizării forțate. Această acțiune a fost sfârșitul politicii mai liberale a lui Lenin (NEP), care permisese țăranilor să-și vândă surplusurile de alimente pe piața liberă. Rechizițiile de recolte s-au intensificat, țăranii au fost forțați să predea loturile individuale și inventarul agricol la fermele colective și să-și vândă produsele statului la prețurile și în condițiile impuse pe cale birocratică.
Date fiind obiectivele primului plan cincinal, statul a mărit intervenția și controlul în agricultură, sperând să obțină o creștere a producției de alimente care să asigure hrana pentru populația din zonele industriale în continuă dezvoltare și să permită un export de grâne. Agricultura trebuia să asigure valuta necesară pentru importurile tehnologice necesare pentru industrializare.
Până În 1936, aproximativ 90% din agricultura sovietică era colectivizată. În multe cazuri țăranii s-au opus cu încrâncenare acestui proces. În cazuri dese ei și-au ucis animalele în loc să le dea la fermele colective. Culacii – țăranii înstăriți – au fost strămutați cu forța în Siberia, unii dintre ei ajungând direct în Gulag. Mai trebuie spus că oricine se opunea în vreun fel colectivizării era etichetat drept "culac" sau "sprijinitor al culacilor". Politica lichidării clasei culacilor, politică formulată de Stalin încă din 1929, a însemnat execuții, strămutări în zone îndepărtate ale Siberiei și condamnarea la ani de detenție în lagărele de muncă forțată.
În ciuda așteptărilor optimiste, colectivizarea a dus la o prăbușire catastrofală a productivității în agricultură, cifrele realizărilor din epoca NEP-ului ne mai fiind atinse decât în 1940. Schimbarea asociată colectivizării a fost mult mai severă în Ucraina și în zonele învecinate ale regiunii Volgăi, ceea ce face ca numeroși istorici să aprecieze că Stalin a dus o politică deliberată de înfometare a ucrainenilor. Numărul de oameni care au murit în timpul foametei a fost apreciat între 3 și 10 milioane doar în Ucraina, fără a pune la socoteală și regiunile învecinate. S-au raportat și cazuri de canibalism. Sursele sovietice nu au căzut de acord asupra aceste chestiuni, mergând de la a nega existența foametei până la a estima un număr mai mic de victime. Numărul real al pierderilor umane este disputat până în zilele noastre. În 1975, Abramov și Kociarli au estimat că 265.800 de familii de culaci au fost deportate în Gulag în 1930. În 1979, Roi Medvedev a folosit cifrele celor doi mai sus menționați pentru a calcula că aproximativ 2,5 milioane de oameni au pierit între 1930 și 1931, dar s-a temut că a subestimat cifra totală.

### Schimbări în societatea sovietică

Aprobată de Constituția din 1924, pe Stema Uniunii Sovietice se aflau secera și ciocanul, care simbolizau alianța dintre țăranime și muncitorime. Spicele de grâu erau legate cu o bandă roșie, pe care era scrisă în cele 15 limbi ale republicilor unionale: "Proletari din toate țările, uniți-vă!" Grâul reprezenta agricultura sovietică. O stea cu cinci colțuri, simbolizând solidaritatea Uniunii Sovietice cu revoluționarii socialiști de pe cinci continente, era desenată în partea de sus a stemei.

Politicile industriale staliniste au îmbunătățit mult standardul de viață pentru cea mai mare parte a populației. Nu intră în calcul milioanele de cetățeni întemnițați în Gulag.
Număul de angajați a crescut foarte mult. În 1923, previziunile erau de 3,9 milioane pe an, dar realitaea a depășit orice închipuire, și anume au fost angajați 6,4 milioane. Până în 1937, numărul de angajați a crescut din nou la 7,9 milioane, iar în 1940 la 8,3 milioane. Între 1926 și 1930, populația urbană a crescut cu 30 de milioane de locuitori. Șomajul a fost o problemă în perioada țăristă și chiar pe vremea NEP-ului, dar a fost eradicat odată cu începerea programului stalinist de industrializare. Mobilizarea resurselor pentru industrializarea unei țări agrare a creat o asemenea nevoie de forță de muncă, încât șomajul a fost practic zero. Au fost începute mai multe proiecte industriale ambițioase în domeniul exploatării materiilor prime, a industriei militare, dar și a bunurilor de larg consum.
Uzinele de automobile din Moscova și Gorki produceau vehicule pe care, e adevărat, puțini cetățeni și le puteau permite. Producția de mașiniși camioane a ajuns la 200.000 de bucăți pe an. 
Pentru ca muncitorii industriali să primească o educație corespunzătoare, a crescut numărul de școli. În 1927, 7,9 milioane de tineri studiau în 118.558 școli. Acest număr a crescut la 9,7 milioane până în 1933. În plus, până în 1933, s-au construit și au funcționat 900 departamente pentru specialiști și 566 instituții de cercetare. 
Oamenii sovietici au beneficiat de un anumit grad de liberalizare  socială. Femeilor au avut parte de învățământ egal cu bărbații, au dispărut discriminările în ceea ce privește angajarea și salariul platit, toate ducând în final la îmbunătățirea vieții femeilor și a familiilor lor. S-au făcut mari pași înainte în ceea ce privește îngrijirea sănătății, speranța de viață a cetățeanului tipic sovietic a crescut simțitor. Politica lui Stalin asigura cetățenilor sovietici accesul neîngrădit la îngrijirea medicală și învățământ, ducând la apariția primelor generații eliberate de frica tifosului, malariei și holerei. Incidența acestor boli a scăzut semnificativ la niște niveluri aproape de zero, făcând să crească speranța de viață cu decenii.
Femeile sovietice din timpul lui Stalin au făcut parte din prima generație de mame cărora li s-a asigurat șansa să nască în siguranță într-un spital, după ce au fost urmăite din punct de vedere medical în perioada prenatală.
Nivelul învățământului a crescut de asemenea. În timpul lui Stalin au apărut primele generații alfabetizate aproape în întregime. Inginerii ruși au fost trimiși în străinătate să învețe noi tehnologii, iar sute de ingineri străini au fost invitați în Uniunea Sovietică pentru schimburi de experiență. Transporturile au cunoscut o îmbunătățire importantă, construindu-se numeroase căi ferate noi.
Muncitorii care depășeau normele de munca, (stahanoviștii),  primeau numeroase stimulente pentru rezultatele suplimentare. Aceștia erau capabili să cumpere mai multe bunuri dintre cele produse în masă de economia sovietică în plină dezvoltare.

## Marea Epurare
Articol principal: Marea Epurare.
În timp ce procesul de industrializare a țării continua, Stalin și-a consolidat puterea dictatorială absolută. Pretextul folosit pentru lansarea a ceea ce avea să se numească Marea Epurare a fost asasinarea lui Serghei Kirov din 1934, crimă de care mulți l-au suspectat pe însuși Stalin. Epurarea s-a referit la îndepărtarea oponenților adevărați sau închipuiți ai lui Stalin, în special a celor care ocupau funcții de conducere în Partidul Comunist sau în Armata Roșie. Troțki fusese deja exclus din partid încă din 1927, mai apoi fusese exilat în Kazahstan în 1928, pentru a fi alungat din țară în 1929. Stalin a folosit epurările pentru a-și distruge politic și fizic adversarii oficiali (și foști aliați) Zinoviev și Kamenev. Cei doi, alături și de alți lideri ai partidului, au fost acuzați de asasinarea lui Kirov și de plănuirea unei tentative de răsturnare a lui Stalin. Acest sistem de acuzare a diferiților comuniști, în special bolșevici veterani și șefi de partid, pentru conspirație, trădare, sabotaj, a fost folosit pentru a explica orice accident industrial, nerealizări de producție, sau în general, orice eșec al regimului.  Măsurile legale luate împotriva opoziției reale sau închipuite variau de la condamnarea la perioade de detenție în Gulag, până la aplicarea pedepsei capitale. Regimul stalinist nu s-a dat înapoi de la practica asasinatului politic. Printre victime s-au numărat Serghei Kirov, fiul lui Troțki, Lev Sedov, și chiar Troțki însuși, ucis în exil de un agent stalinist în 1940. Perioada dintre 1936-1937 este deseori numită Marea Teroare, cu mii de oameni închiși sau executați, în condițiile în care asupra unora dintre ei planau doar vagi bănuieli de participare la opoziția antistalinistă. Despre dictatorul sovietic se spune că ar fi aprobat personal 40.000 mandate de executare a sentinței capitale pentru persoane suspectate de participare la o formă  opoziție politică.
În această perioadă, arestările în masă, torturile și întemnițarile sau execuțiile fără judecată al oricui suspectat de poliția politică de opoziție la regimul lui Stalin, au devenit practici curente. Conform estimărilor NKDV-ului, 681.692 persoane au fost împușcate doar în perioada 1937-38, iar milioane de oameni au fost transportați în lagărele de muncă forțată din Gulag.
În Moscova s-au ținut mai multe serii de procese spectacol, care au fost folosite drept exemplu pentru procesele care trebuiau instrumentate de tribunalele locale în toate colțurile țării. Între 1936 și 1938 au fost patru procese spectacol majore: Procesul celor șaisprezece (decembrie 1936), Procesul celor șaptesprezece (ianuarie 1937) și Procesul celor douăzeci și unu (inclusic procesul lui Buharin în martie 1938). Vezi și: Procesele de la Moscova.
În ciuda constituției staliniste aparent progresistă promulgată în 1936, poliția politică deținea toată puterea în URSS, teroarea de stat fiind mecanismul prin care Stalin și-a asigurat perpetuarea dictaturii.

## Marele Război pentru Apărarea Patriei

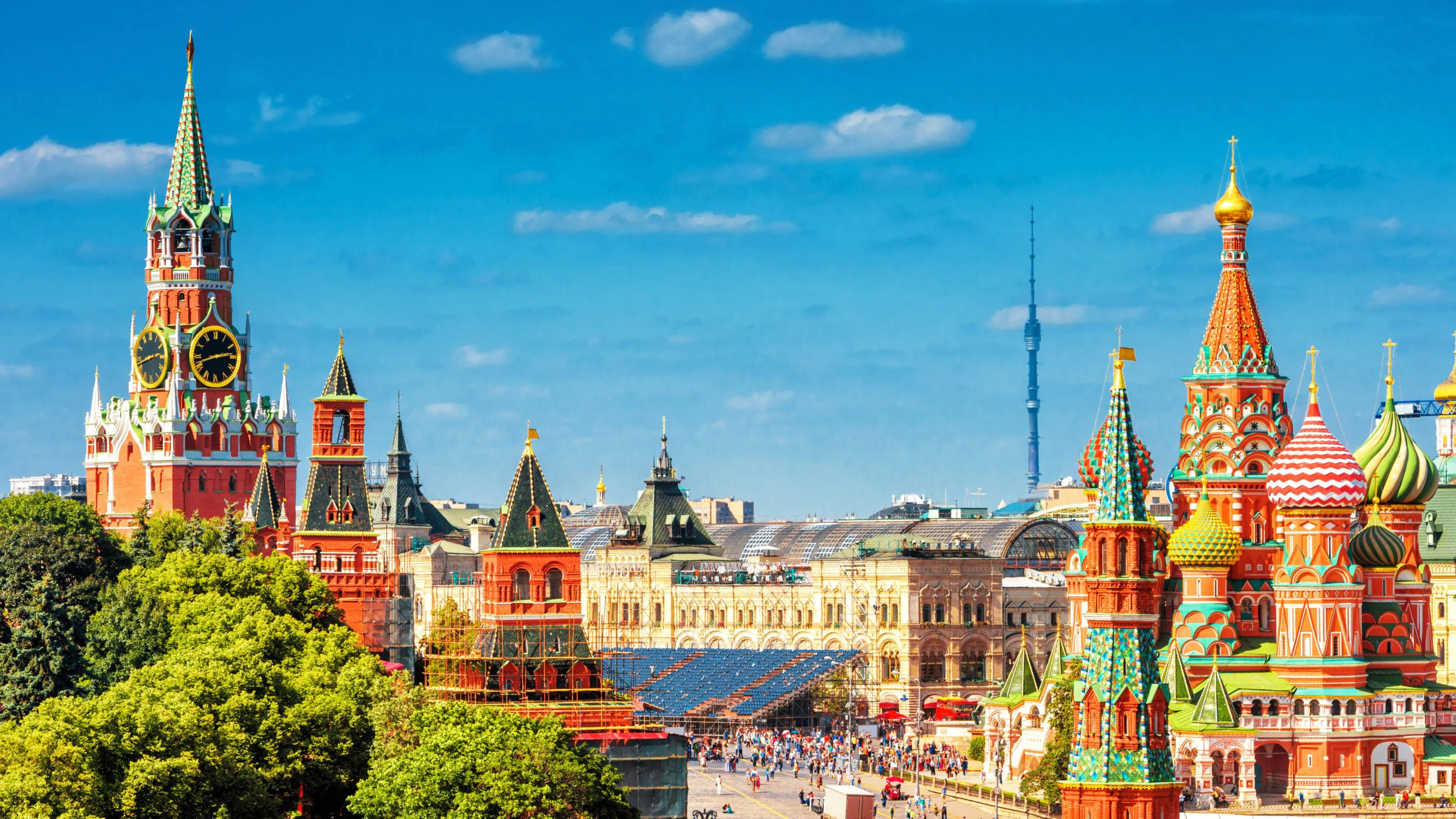
Saint Basil's Cathedral and the Red Square

Articol principal: Frontul de Răsărit (Al Doilea Război Mondial)

### Războiul și dezvoltarea economică stalinistă
Dezvoltarea industriei grele a asigurat Uniunii Sovietice victoria în al doilea război mondial împotriva Germaniei nazistă. Armata Roșie a oprit expansiunea nazistă către est prin sacrificii umane și materiale imense. Deși Uniunea Sovietică s-a bazat, prin intermediul acordul lend-lease, pe sprijinul american și englezesc, cea mai mare parte a efortului tehnic și tehnologic necesar mașinii sovietice de război a fost făcută de industria edificată în perioada de dezvoltare a primelor planuri cincinale. După ce soarta războiului a fost întoarsă în favoarea sovieticilor după bătălia de la Stalingrad și după  ce naziștii au fost învinși și în bătălia de la Kursk, Armata Roșie nu a mai cedat nici un moment inițiativa tactică și strategică.
Deși Uniunea Sovietică primea materii prime și arme din Statele Unite ale Americii, producția de materiale pentru război era mai mare decât a Germaniei Naziste datorita în principal creșterilor în industria grea din perioada interbelică. Al doilea plan cincinal a crescut producția de oțel la 18 milioane de tone și cea de cărbune la 128 milioane de tone. Mai înainte de a fi întrerupt, în timpul celui de-al treilea plan cincinal se produceau 19 milioane de tone de oțel și 150 milioane de tone de cărbune. Pe timpul războiului, aliații erau capabili să depășească Germania în domeniul producției de război cu de până la 10 ori în unele cazuri. În cazul producției de tancuri, de exemplu, aliații produceau 40.000 de unități pe an, iar Germania doar 4.000.
Producția industrială sovietică a ajutat Armata Roșie să oprească înaintarea nazistă și recâștige inițiativa strategică. Robert L. Hutchings afirma: "Nu există nici un dubiu: dacă ar fi fost un ritm de creștere industrială mai mic, atacul ar fi fost un succes, iar istoria lumii ar fi avut alt curs". Pentru muncitorii implicați în producția din uzine, viața era destul de grea. Muncitorii erau încurajați prin intermediul propagandei să îndeplinească și să depășească normele de producție. A rămas celebră așa numita „Mișcare Stahanovistă”. Există critici ale regimului stalinist care afirmă că între 1933 și 1945 și-au pierdut viața 7 milioane de oameni datorită muncii extenuante și a condițiilor precare de protecție a muncii. Ceea ce este sigur, este că între 1930 și 1940, au fost trimiși în lagărele de muncă aproximativ 6 milioane de oameni.
Unii istorici înterpretează incapacitatea Uniunii Sovietice de a face față invaziei germane la începutul războiului ca pe o consecință a eșecurilor în planificarea centralizată. David Shearer, de exemplu, afirmă că economia sovietică era "o economie comandată administrativ", nu o "economie planificată." El consideră că Uniunea Sovietică suferea datorită debandadei politicii Politburo generate de Marea Epurare, rezultatul fiind incapacitatea de a se apăra în fața atacului nazist.

### Evenimentele din timpulrăzboiului și din perioada imediat următoare
Invazia nazistă a găsit Uniunea Sovietică nepregătită din punct de vedere militar. O credința larg răspândită este aceea că acest fapt este datorat numărului foarte mare (aproximativ 40.000) de ofițeri de rang înalt care au fost trimiși în închisori în timpul eputărilor din Armata Roșie din perioada 1936-1938. Pentru a-și întări influența asupra Europei Răsăritene ca și pentru a dezvolta relațiile economice cu Germania, Stalin a inițializat și aprobat semnarea pe 23 august 1939 a Pactului de neagresiune sovieto-german, cunoscut sub numele de Pactul Molotov-Ribbentrop și a Înțelegerii comerciale germano-sovietică. O anexă secretă la Pact stabilea că Polonia de răsărit, Letonia, Estonia, Estonia, Basarabia și Finlanda să fie ocupate de URSS, iar Polonia apuseană și Lituania să fie ocupate de Germania Nazistă. Germania a invadat Polonia pe 1 septembrie, iar URSS a atacat dinspre răsărit pe 17 septembrie. După ce a împărțit Polonia, Uniunea Sovietică și-a prezentat pretențiile teritoriale față de Finlanda: o mică parte din Istmul Karelia, o bază navală în peninsula Hanko (Hangö) și câteva insule din Golful Finic. Finlanda a respins pretențiile sovietice și, pe 30 noiembrie, Uniunea Sovietică a atacat țara vecină, declanșând războiul de iarnă. În ciuda unei copleșitoare majorități numerice de până la 50:1, Armata Roșie a suferit în acest război eșecuri usturătoare, în ciuda faptului că, până în cele din urmă, Uniunea Sovietică a reușit anexarea unor zone de graniță, în special în zona Leningradului. Acest război a declanșat un protest internațional puternic, pe 14 decembrie URSS-ul fiind exclus din Liga Națiunilor.
Pe 22 iunie 1941, Adolf Hitler a rupt pactul de neagresiune și a invadat Uniunea Sovietică. (Vezi și Operațiunea Barbarossa).
Folosindu-se de relațiile din interiorul Partidului Nazist, spionul NKVD-ist Richard Sorge a reușit să descopere data și ora exacte ale atacului german. Aceste informații au ajuns la Stalin, dar au fost ignorate, deși avertismentele veniseră și din partea lui Winston Churchill.
Se spune că, la început, Stalin a refuzat să creadă că Germania a rupt pactul și a atacat Uniunea Sovietică. Cum apăreau noi dovezi ale atacului, Stalin a început să se întâlnească cu câțiva oficiali guvernamentali și ofițeri de rang înalt ai Armatei Roșii. Printre aceștia s-au numărat: Viaceslav Molotov (Comisar al Poporui pentru Afaceri Externe), Semion Timoșenko (Comisar al Poporului pentru Apărare), Gheorghi Jukov (Șeful Marelui Stat Major al Armatei), Nicolai Kuznețov (Comandant al Districtului Militar Caucazul de Nord și Districtului Militar Baltic) și Boris Șapoșnikov (Adjunct al Comisarului Poporului pentru Apărare). În acea zi, Stalin a avut întâlniri cu 15 înalți oficiali guvernamentali șî șefi ai armatei.
Trupele germane au ajuns până în suburbille Moscovei în decembrie 1941, dar au fost respinse în cele din urmă. S-a încercat mai apoi o lovitură pe flancul sudic. În timpul bătăliei de la Stalingrad, deși au pierdut cam 1 milion de oameni în cea mai sângeroasă luptă din istorie, Armata Roșie a reușit apere orașul și să câștige inițiativa strategică în război. Datorită lipsei de interes al japonezilor pentru deschiderea unui al doilea front în Manciuria, sovieticii au putut să cheme pe frontul european zeci de divizii din Orientul Îndepărtat. Aceste unități au fost esențiale în schimbarea cursului războiului, deoarece erau încadrate de ofițeri care scăpaseră de epurările staliniste. Trupele sovietice au reușit în cele din urmă să elibereze teritoriul național șî să-i împingă înapoi pe inamici în Germania.
Pe 2 mai 1945, capitala Germaniei, Berlin, a fost ocupată. Peste 1,5 milioane de germani din răsăritul țării au fost strămutați în Germania centrală. În teritoriile germane au fost colonizați ruși, ucraineni, polonezi, cehi și alții. În zona de ocupație sovietică a fost proclamată Republica Democrată Germană, iar în restul zonelor aliate s-a format Republica Federală Germania.
În Europa, Uniunea Sovietică a dus greul războiului, pentru că Aliații vestici nu au putut deschide un al doilea front până la debarcările din Italia și din Normandia. Aproximativ 28 de milioane de sovietici, dintre care 17 milioane de civili, au fost uciși în timpul luptelor de pe frontul de răsărit. Civilii au murit în timpul luptelor pentru cucerirea orașelor sovietice de către armatele germane, sau au fost uciși dat fiind faptul că au fost considerați ca făcând parte din "rasa inferioară” slavă, conform teoriilor etnice naziste. În plus, armatele sovietice în retragere au practicat tactica 'pământului pârjolit', distrugând toate infrastructura civilă și rezervele de alimente pentru a împiedica trupele naziste să se aprovizioneze din teritoriile nou cucerite.
Al doilea război mondial a adus o serie enormă de distrugeri ale infrastructurii și de pierderi umane în toată Eurasia, de la Oceanul Atlantic până la Oceanul Pacific, aproape nici o țară nescăpând fără să nu fie afectată.  Uniunea Sovietică a fost cea mai afectată de distrugerea bazei industriale construită în timpul primelor cincinale. Singura mare putere industrială care a terminat războiul cu economia intactă, ba mai mult, puternic întărită, au fost Statele Unite ale Americii.
Așa cum s-a spus mai sus, sovieticii au suferit cele mai grele pierderi în timpul războiului, ceea ce poate explica, cel puțin parțial, purtarea Uniunii Sovietice în perioada postbelică. Uniunea Sovietică a continuat să ocupe și să domine Europa Răsăriteană ca pe o "zonă tampon", care să protejeze Rusia de o eventuală invazie dinspre vest. Rusia a fost invadată de trei ori în cei 150 de ani de până la Războiul Rece: în timpul Războaielor Napoleoniene,  a primului război mondial și în timpul celui de-al doilea război mondial, pierderile umane fiind de ordinul zecilor de milioane.
Sovieticii au fost hotărâți să-i pedepsească pe toți aceia care au colaborat, sau au fost bănuiți că au colaborat cu germanii în timpul războiului. Represiunile i-au privit nu numai pe indivizii găsiți vinovați, dar și întregi popoare sau minorități etnice. Milioane de polonezi, letoni, georgieni, ucraineni, tătari și ceceni au fost deportați în  Gulagurile din Siberia. (Mai înainte, imediat după anexarea Poloniei răsăritene, mii de ofițeri polonezi de carieră sau rezerviști au fost executați în primăvara anului 1940 în ceea ce avea să devină cunoscut ca Masacrul de la Katyn).
Stalin a hotărât de asemenea ca toți soldații sovietici căzuți prizonieri la germani să fie trimiși în lagăre izolate de muncă din cele mai îndepărtate zone ale Uniunii Sovietice. Printre aceștia s-au aflat și un număr de ruși care fuseseră recrutați din rândul prizonierilor să lupte alături de germani în Armata Vlasovistă, dar în lagăre au ajuns fără nici o excepție toți cei căzuți prizonieri.

## Războiul rece

### Expansiunea sovietică și dominația în Europa Răsăriteană
Încercările sovietice de consolidare a puterii în Europa Răsăriteană și de dominare a regiunii erau în conformitate cu mai vechile politici țariste. După cucerirea teritoriilor Poloniei interbelice, care nu fuseseră mai înainte cucerite militar (vezi și Războiul polono-sovietic), după ocuparea Statelor baltice, (vezi Pactul Molotov-Ribbentrop), Uniunea Sovietică a refuzat să cedeze ceva din acestea în cadrul aranjamente postbelice. Mai mult, țara s-a extins în teritoriile din Prusia Răsăriteană (regiunea Kaliningrad), în Transcarpatia și Bucovina, (incorporate în RSS Ucraineană), în Basarabia (proclamată ca RSS Moldovenească), ș.a.m.d. Uniunea Sovietică vedea, din postura de învingătoare în cel de-al doilea război mondial, toate teritoriile eliberate de sub stăpânirea nazistă de către Armata Roșie ca sfera sa naturală de influență. Regimuri prosovietice comuniste dure au fost instalate în Polonia, România, Cehoslovacia, Ungaria și Bulgaria, de cele mai multe ori împotriva dorinței exprimate în alegeri de cea mai mare parte a populației.
Ideea că aceste acțiuni erau necesare pentru a securiza granița de vest sovietică erau considerate în Occident ca fiind ipocrite. Mai degrabă se considera că era vorba de încercarea de a răspândi comunismul în întreaga Europă.

### Tendințele în relațiile sovieto-americane
Alianța de pe timpul războiului dintre Statele Unite ale Americii și Uniunea Sovietică era o aberație fața de cursul normal al relațiilor ruso-americane. Rivalitatea dintre cele două țări se poate considera că a devenit evidentă la sfârșitul secolului al XIX-lea, când, după un secol de prietenie, americanii și rușii au devenit rivali în Manciuria. Rusia țaristă, incapabilă să intra în competiție cu SUA datorită slabei dezvoltări industriale, a ales să închidă accesului străinilor Asia de est, în vreme ce americanii cereau o competiție deschisă pentru noile piețe din zonă.
După 1917, rivalitatea a ajuns la cote nemaiîntâlnite. Americanii nu au uitat niciodată că guvernul sovietic a negociat o pace separată cu Imperiul German în primul război mondial, lăsând Aliații Occidentali să lupte singuri cu Puterile Centrale. Neîncrederea rușilor față de americani data din perioada în care trupele acestora din urmă au debarcat pe pământul rusesc în 1918 și s-au implicat direct și indirect în sprijinmirea albilor antibolșevici în timpul războiului civil rus.
În plus, sovieticii nu puteau uita că cererile lor repetate adresate americanilor și britanicilor pentru deschiderea celui de-al doilea front în Europa nu au fost onorate decât în iunie 1944, la mai mult de doi ani de la prima solicitare sovietică. În toată această perioadă, URSS a suferit pierderi umane și materiale uriașe, (aproximativ 20 de milioane de morți), Armata Roșie fiind nevoită să suporte lovitura principală germană. Aliații au pretins că un al doilea front a fost deschis deja în Italia în 1943, ei nefiind pregătiți în acel moment pentru asaltul asupra Franței ocupate de naziști.

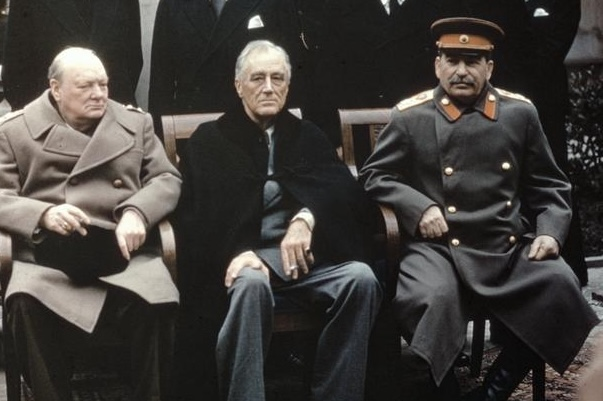
"Cei trei mari" conducători aliați, la Ialta: Prim-ministrul britanic Winston Churchill (stânga), Președintele american Franklin D. Roosevelt (centru) și Secretarul General al PCUS Iosif Vissarionovici Stalin (dreapta)

### Deteriorarea păcii postbelice
Atunci când s-a terminat războiul pe 8 mai 1945, trupele sovietice și occidentale, (britanice, franceze și americane), se aflau față în față de-a lungul unei linii care trecea prin mijlocul Europei, de la Lübeck la Triest. În afara unor mici rectificări, aceasta va fi "cortina de fier" a războiului rece. În cadrul înțelegerilor neoficiale de la Ialta, părțile și-au asumat obligația de a nu depăși această linie și de a nu încerca să forțeze cealaltă parte să părăsească zona desemnată pentru fiecare. Această înțelegere tacită s-a aplicat și în cazul Asiei, așa cum stă mărturie ocuparea Japoniei de către americani și divizarea Coreei. Din punct de vedere politic, Ialta a reprezentat o înțelegere care privea împărțirea sferelor de influență, prin care Uniunea Sovietică primea cam o treime și Statele Unite două treimi din lumea postbelică.
Uniunea Sovietică a avut posibilitatea să folosească un număr de spioni și de agenți de inflență în Statele Unite, ceea ce i-a oferit un imens avantaj în timpul întâlnirilor cu reprentanții aliaților. Mai mulți consilieri ai președintelui american și membri ai cabinetului dădeau rapoarte în mod regular legăturilor lor din NKVD.
Existau diferențe fundamentale între viziunile Stetelor Unite și cele ale Uniunii Sovietice, între capitalism și socialism. Și aceste contraste au fost simplificate și teoretizate în ideologii naționale, care reprezentau două moduri de viață diferite, fiecare dintre ele justificate de trecut. Modelel aflate în conflict erau cele ale autarhiei versus export, ale economiei planificate versus libera inițiativă, ale țărilor care luptau dezvoltare și țările dezvoltate ale epocii postbelice.
Chiar și așa, războiul rece nu era în mod evident inevitabil în 1945. În ciuda părerilor diferite despre dezvoltarea viitoare a Europei, Stalin considera că mai degrabă Germania șî Japonia sunt principalele amenințări de viitor pentru Rusia, nu SUA. În acele vremuri, tendințele politicii anglo-americane în ceeea ce privește URSS-ul nu păreau neprimejdioase în ochii lui Stalin. Analiști economici, așa cum erau Eugen Varga, susțineau acest punct de vedere, prognozând o criză de supraproducție în țările capitaliste din perioada postbelică, care avea să atingă momentul maxim în o perioada de nouă recesiune în anii 1947-1948. Stalin considera că în scurtă vreme lumea capitalistă își va pierde unitatea, reînviind vechile rivalități asupra coloniilor și asupra comerțului internațional, nemaifiind o amenințare pentru Rusia.
Analizele lui Varga se bazau în parte pe evoluția cheltuielilor federale ale SUA. Datorită eforturilor de război în principal, în primul an de pace – 1946 – cheltuielile federale continuau să reprezinte 62 de miliarde de dolari, adică 30% din produsul intern brut, mai mare cu 3% decât cifrele înregistrate în Marea Depresiune, New Deal și în primul război mondial. De aceea, Stalin a presupus că americanii trebuiau să caute parteneriatul cu Rusia pentru a menține același nivel al exporturilor și al cheltuielilor federale.
Însă Stalin s-a înșelat. Nu a existat o criză de supraproducție postbelică. Și așa cum anticipase Varga, SUA a menținut în mare un nivel constant al cheltuielilior federale în anii care au urmat, numai că guvernul a găsit alte căi pentru a menține aceste niveluri, acordând subsidii importante sectorului militar și de securitate.

### Două puncte de vedere asupra lumii
Statele Unite ale Americii, conduse din aprilie 1945 de președintele Harry S. Truman, erau hotărâte să facă ca lumea postbelică să se deschidă piețele internaționale pentru comerțul liber capitalist, în conformitate cu principiile stabilite de Carta Atlanticului: autodeterminare, acces comercial egal, reconstruirea Europei democratice, capitaliste, astfel încât vechiul continent să reprezinte din nou o axă a politicii mondiale. Franklin D. Roosevelt nu a uitat niciodată entuziasmul cu care a salutat principille idealismului Wilsonian din timpul primului război mondial și a considerat că sarcina lui este aceea de a readuce în lume adevărata democrație și pacea durabilă.
Dar această viziune era în aceeași măsură una a propriului interes național. Al doilea război mondial a dus la o distrugere de proporții a infrastructurii și la uriașe pierderi umane în întreaga Euroasia, de la Oceanul Atlantic până la Oceanul Pacific, aproape nici o țară nerămânând neatinsă. Singura mare putere industrială care nu a fost atinsă din punct de vedere economică, ba mai mult, a ieșit întărită, au fost Statele Unite ale Americii. Fiind ceea mai mare putere industrială, ca una dintre puținele țări nerăvășite de război, Statele Unite profitau cel mai mult de pe urma deschiderii piețelor mondiale pentru exporturi și pentru accesul la resursele vitale de materii prime

### Începutul războiului rece
Truman avansa toate aceste princii bazându-se pe o economie națională care producea 50% din mărfurile industriale ale lumii și pe o forță militară vastă, care se sprijinea în principal pe monopolul asupra bombei atomice (vezi de asemenea Proiectul bombei atomice sovietice). O asemenea putere putea avea beneficii dintr-o Europă reconstrită, care avea însă nevoie de o Germanie puternică în centrul continentului. Acestea erau însă lucrurile pe care Uniunea Sovietică voia să le evite, așa că deteriorarea alianțelor din timpul războiului s-a agravat rapid.
Viziunea Statelor Unite ale Americii asupra lumii postbelice intra în conflict cu interesele Uniunii Sovietice. Securitatea națională a fost piatra unghiulară a politicii sovietice de la venirea la putere a lui Stalin, când Partidul Comunist al Uniunii Sovietice a adoptat teoria acestuia de "socialism într-o singură țară" și a respins ideea lui Troțki de „revoluție mondială”.  Înainte de război, Stalin nu a încercat să împingă granițele sovietice dincolo de limitele Imperiului Țarist.
În acest sens, scopurile Uniunii Sovietice puteau să nu fie acelea ale agresiunii expansioniste, ci mai degrabă cele de consolidare și securizare ale veșnicelor amenințate granițe de vest. Stalin, presupunând că Japonia și Germania puteau amenința din nou Uniunea Sovietică în anii care aveau să urmeze, a impus guverne marionetă comandate de la Moscova în din fosta sferă de influență a Germaniei Naziste: Polonia, România, Ungaria și Bulgaria. În occident însă, aceste mișcări au fost interpretate ca încercări de diseminare ale comunismului, punctul de vedere sovietic fiind văzăt cu deosebit scepticism.
Neînțelegerile asupra planurilor postbelice s-au focalizat pentru început pe Europa Centrală și Răsăriteană. După ce a pierdut 20 de milioane de oameni în urma invaziei naziste, Uniunea Sovietică era hotărâtă să distrugă capacitatea germană de a mai purta un alt război prin ținerea țării sub control. Scopurile americane erau diferite, SUA căutând în Germania o țară renăscută, democratică, un partener economic și, probabil, viabil din punct de vedere militar.
Winston Churchill, de multă vreme un anticomunis convins, l-a condamnat pe Stalin pentru încercarea de a edifica un nou Imperiu Rus în spatele unei "cortine de fier". Până în cele din urma, Truman a refuzat să ofere Uniunii Sovietice reparații de război din uzinele din vestul Germaniei, iar Stalin a răspuns închizând Germania de Est între granițele unuio stat comunist.
Lipsa istorica de acces la porturi maritime a Rusiei, o preocupare de secole a politicii externe rusești cu multă vreme înaintea revoluției bolșevice, a fost un punct de interes al puterii comuniste, o altă zonă de interes în care estul a fost în conflict cu vestul. Stalin a făcut presiuni asupra Turciei pentru a îmbunătăți accesul sovietic la strâmtorile din Marea Neagră, ceea ce ar fi permis un acces mai rapid din Marea Neagră spre Marea Mediteraneană. Churchill recunoscuse la Ialta pretențiile lui Stalin, dar acum britanicii și americanii încercau să-i facă pe sovietici să dea înapoi.
În momentul în care conducerea sovietică și-a dat seama că amenințarea străină nu este așa de serioasă, politica externă a fost mai ponderată: Uniunea Sovietică s-a retras din nordul Iranului, Stalin și-a respectat angajamentele și nu a intervenit în războiul civil declanșat de comuniști împotriva guvernului grec, sovieticii au acceptat un guvern necomunist, dar prietenos, în Finlanda, iar Armata Roșie s-a retras din Cehoslovacia până la sfârșitul anului 1945. Totuși, până la sfârșitul anului 1945 o lovitură de stat comunistă a transformat Cehoslovacia într-o țară satelit a URSS în scurtă vreme de la declanșarea războiului rece.

### „Îngrădirea comunismului” și Planul Marshall
Atâta vreme cât Uniunea Sovietică nu a acționat deschis împotriva eforturilor anglo-americane de interzicere a acccesului rusesc la Marea Mediterană, (o linie permamnentă a englezilor încă de la Războiul Crimeei, Statele Unite și-a înăsprit retorica. Ceea ce a început ca un sprijin dat guvernului Greciei, a ajuns să fie asimilat cu lupta pentru protejarea "lumii libere" împotriva "regimurilor totalitare". Această politică avea să fie exprimată oficial în discursul din martie 1947 – Doctrina Truman – în care președintele american declara în mod oficial că SUA va cheltui 400 de milioane de dolari în eforturile pentru "îngrădirea" comunismului.
După ce a ajutat cu succes forțele anticomuniste din Grecia, Truman a stabilit o politică de sprijinire a tuturor regimurilor anticomuniste din întreaga lume, chiar dacă era vorba de cele cele extremiste și dictatoriale. Această politică se încadra în linia generală enunțată de George F. Kennan, conform căreia sovieticii trebuiau "îngrădiți" folosind "contralovituri consecvente în fiecareb punct de pe glob", până în momentul prăbușirii URSS.
Statele Unite au început să facă efortui susținute de reconstrucție, mai întâi în Europa Occidentală, iar mai apoi în Japonia, în Coreea de Sud și în Taiwan.  Planul Marshall a început prin creditarea cu 12 miliarde de dolari a Europei de vest. Rațiunea acestui plan era aceea că tările prospere din punct de vedere economic erau puțin susceptibile să cadă sub influența sovietică.
Ca măsură de răspuns, Stalin a blocat Berlinul, care se afla adânc în zona de zona de ocupație sovietică, deși controlul asupra orașului era împărțită între cele patru puteri învingătoare. Sovieticii au tăiat toate posibilitățile de aprovizionare pe caile ferate și pe drumurile rutiere către Berlinul Occidental. Berlinul de Vest era astfel condamnat la foamete și frig, nici un tren sau nici un camion nemaiputând să intre în oraș. Această măsură i-a ambiționat pe americani, președintele Truman dând ordinele necesare pentru aprovizionarea pe calea aerului a Berlinului, o măsură prin care i-a salvat pe berlinezi și i-a umilit pe sovietici. Amenințarea militară era dusă la maxim în timp ce americanii, cu sprijinul activ al englezilor, au aprovizionat Berlinul de Vest prin zboruri pe deasupra Germaniei Răsăritene, printr-o acțiune costisitoare din punct de vedere financiar, dar care a avut o uriașă valoare politică, acțiune care a rămas cunoscută sub numele de Podul aerian spre Berlin.
Truman a reușit să unească eforturile anticomuniste ale altor 11 națiuni în 1949, pentru formarea NATO, (North Atlantic Treaty Organisation), prima alianță la care participau SUA în Europa în ultimii 170 de ani. Stalin a răspuns acestor amenințări prin integrarea economică a Europei Răsăritene prin propria sa versiune a Planuluii Marshal, prin experimentarea cu succes a primei bombe nucleare sovietice în 1949, prin semnarea unei aliațe cu Republica Populară Chineză în februarie 1950 și prin punerea bazelor Pactului de la Varșovia, o contrapondere a NATO. 
Oficialitățile SUA au trecut rapid la escaladarea măsurilor pentru "îngrădirea" comunismului. Într-un document secret din 1950, NSC-68, ei au propus întărirea sistemului de alianțe, creșterea de patru ori a cheltuielilor pentru apărare și pentru începerea unui program de propagandă complicat pentru convingerea populației americane să participe la acest război rece costisitor. Truman a ordonat să se continue eforturile pentru producerea bombei cu hidrogen. La începutul anului 1950, SUA s-a angajat în eforturi de sprijinire a războaielor colonialiste din Indochina, în care Franța care trebuia să facă față rezistenței populare conduse de comuniști. În același timp, SUA au încălcat înțelegerile cu privire la Germania postbelică prin permisiunea de formare a unei armate germane modern utilate.
Perioada de după anul 1945 a coincis cu perioada de maximă popularitate a comunismului în Europa și nu numai. Partidele comuniste au câștigat numeroase voturi în alegerile libere din Belgia, Franța, Italia, Cehoslovacia și Finlanda, dar și în Asia (Vietnam, India și Japonia) și în toată America Latină. Mai mult, comuniștii au câștigat un sprijin popular notabil și în China, Grecia și Iran, unde nu s-au ținut alegeri libere, sau aceste alegeri au fost viciate, dar unde comuniștii au avut un cuvânt greu de spus.
Americanii au răspuns printr-o ofensivă ideologică masivă. SUA a urmărit să "îngrădească" comunismul prin măsuri agresive diplomatice dar și militare. Privite în ansamblu, prin prisma rezultelor, aceste măsuri par să fi fost un succes. SUA și-a arogat rolul de conducător  în lupta de apărare a "lumii libere", cel puțin cu un succes la fel de mare cu al Uniunii Sovietice, care-și cucerise poziția de lider al lumii "progresiste" și "antiimperialiste".

### Războiul din Coreea
Articol principal: Războiul din Coreea
În 1950, Uniunea Sovietică a protestat împotriva faptului că locul din Consiliul de Securitate al ONU era ocupat de guvernul naționalist al Taiwanului și a boicotat ședințele acestui organ internațional.  URSS-ul avea să regrete amarnic această poziție atunci când a izbucnit războiul din Coreea. ONU a votat o rezoluție prin care Coreea de Nord era condamnată pentru agresiunea împotriva Coreei de Sud și acorda sprijin militar acesteia din urmă. Dacă URSS ar fi fost prezentă la ședințe, ea ar fi putut bloca orice rezoluție folosindu-și dreptul de veto. După acest eșec, Uniunea Sovietică nu a mai fost niciodată absentă de la întâlnirile Consiliului de Securitate al ONU.